# James Williamson
James Robert Williamson (n. 29 octombrie 1949, Castroville⁠(d), Comitatul Monterey, California, SUA) este un chitarist american, textier, producător și inginer de sunet, cel mai cunoscut pentru activitatea cu trupa de protopunk Iggy & The Stooges.